# Frank Pinkus
Frank Pinkus (* 11. März 1959 in Hamburg-Harburg; † 16. September 2021 in Bremen) war ein deutscher Dramaturg, Regisseur, Autor und Schauspieler.
Im Jahr 1978 gründete Pinkus in Hamburg „die kleine bühne harburg“. Dort war er 25 Jahre lang als Darsteller, Regisseur und Autor erfolgreich.
Nach dem Studium der Germanistik, Philosophie und Erziehungswissenschaften an der Universität Hamburg arbeitete er als Dramaturg am Altonaer Theater und anschließend bei dem Norderstedter Unternehmen VVB (Vertriebsstelle und Verlag Deutscher Bühnenschriftsteller und Bühnenkomponisten GmbH) als Lektor und Dramaturg. Anschließend war er als Dramaturg am Weyher Theater fest angestellt. Dort hat er viele Inszenierungen erarbeitet.
Pinkus ist im deutschsprachigen Raum als Boulevard- und Kinderstück-Autor bekannt geworden. Über 50 Stücke stammen von ihm. Gezeigt wurden sie unter anderem an der Niederdeutschen Bühne in Wilhelmshaven, dort wurden seine Werke auf Plattdeutsch aufgeführt.

## Ehrungen
- Im Jahr 2018 erhielt er zusammen mit Kay Kruppa den Kulturpreis des Landkreises Diepholz.